# Flagey (Haute-Marne)
Flagey is een gemeente in het Franse departement Haute-Marne (regio Grand Est) en telt 86 inwoners (2009). De plaats maakt deel uit van het arrondissement Langres.

## Geografie
De oppervlakte van Flagey bedraagt 8,6 km², de bevolkingsdichtheid is dus 10 inwoners per km².
De onderstaande kaart toont de ligging van Flagey (Haute-Marne) met de belangrijkste infrastructuur en aangrenzende gemeenten.

## Demografie
Onderstaande figuur toont het verloop van het inwonertal (bron: INSEE-tellingen).